# ادوارد گریگوریان

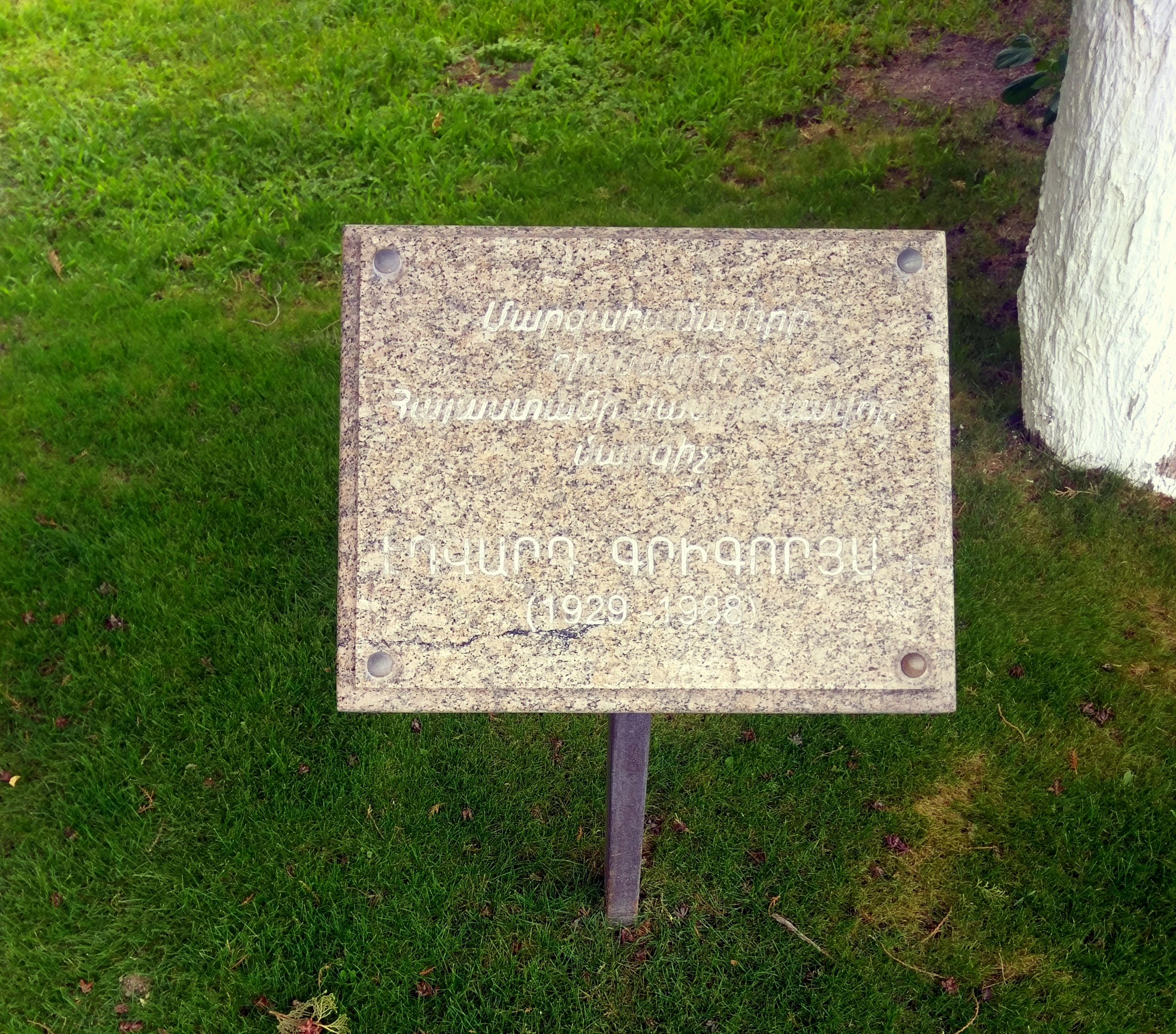
پلاکی در مرکزی تمرینی بانانتس به افتخار ادوارد گریگوریان برای مشارکتش در تأسیس مدرسه فوتبال مالاتیا

ادوارد گریگوری گریگوریان (ارمنی: Էդուարդ Գրիգորի Գրիգորյան; روسی: Эдуард Григорьевич Григорян؛ ۲۵ مهٔ ۱۹۲۹ – ۱۱ ژوئن ۱۹۸۸) بازیکن فوتبال در پست و مدیر و مربی فوتبال اهل ارمنستان بود.

## باشگاهی
از باشگاه‌هایی که در آن بازی کرده‌است می‌توان به باشگاه فوتبال دینامو ایروان اشاره کرد.

## مربیگری
از باشگاه‌هایی که در آن به عنوان مربی حضور داشته‌است می‌توان به باشگاه فوتبال آرارات ایروان اشاره کرد.

## جوایز و افتخارات
- مربی افتخاری ارمنستان (۱۹۶۵).
- Honored Worker of Physical Education and Sports (۱۹۶۵)
- Order of Friendship of Peoples.
- کتابچه افتخاری المپیک اتحاد شوروی.